# 走私

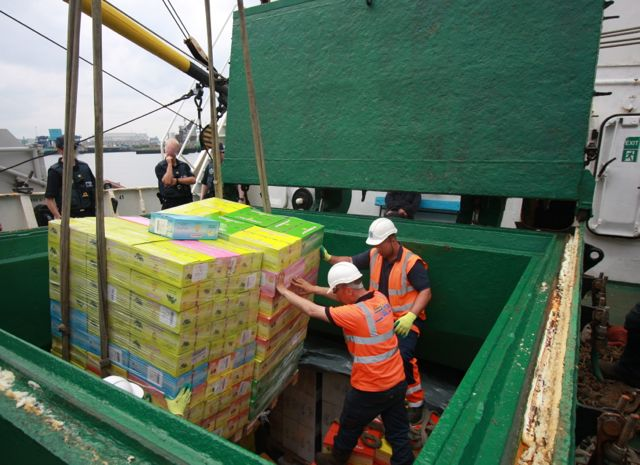
2014年，英國海關官員與被查獲的走私煙草

走私也称秘密运输、非法运输，是指攜帶未經落地海關檢查及報稅的貨物過境之非法行為。而走私人口則稱作偷渡與販賣人口。

## 途徑
1. 通過邊境口岸
2. 秘密地利用各種交通方式进口或者出口财物。

## 成因
走私原因可為高需求商品受到進口管制（如平行貿易政策），或者與逃避關稅相關。而成功走私的條件有：
1. 政府把關不力；外商招攬當地人或旅客以串謀帶貨，抽查等體制漏洞反被利用；
2. 過境關口官員被收賣，貪污或合夥人。

參予走私者的目的除了非法獲利，有例子指支持某個政權，尤其是在戰爭時期。美國南北戰爭涉及黑奴問題；英國在鴉片戰爭前的鴉片走私活動；香港為援助中國的抗日戰爭和國共內戰，進行了軍品走私。广九铁路和粤汉铁路接轨后，英华货物联运合约生效，香港成为了中国接收国际社会援助的大枢纽。

## 違禁品
常見的非法產品入口有：毒品、外來種動物和植物（部分需要申請才可以合法進口）、槍械或違禁藥品，甚至是受保護動物。

## 各地情況

### 中國
在近代，走私鴉片問題已成為中國歷史一個重要部份。滿清在最初將英國等外商嚴加限制在廣州口岸。加上習慣了經濟自給自足，無視國際社會，天朝上國的人對舶來品需求少，甚帶有種族歧視的思維。為了解決日積月累的矛盾，英方多次與清庭商議卻不果。洋商終向對方輸入鴉片圖改變貿易逆差。滿清限禁外來鴉片後，鴉片走私變得猖獗。1837年，大量鴉片商船雲集今香港的維多利亞港內，總數比1820年代初期多了一倍左右。當時清朝水師船隻落後，難以趕走對方的走私船。除此關防漏洞外，中國貪污傳統深遠，有官員被收賣；中國煙販及走私客介入；煙民煙館不能自拔成風，令禁煙一事無期。
中華人民共和國曾長期對多項產品徵收關稅，甚至禁運，使不少洋酒公司都透過走私的方式運送洋酒進中國大陸。在文化大革命時，一些資產階級的物資及俱樂部活動首當其衝，文津俱樂部一例反映這些特別待遇只能地下進行了。在中國重光改革開放後人民物質水平得以提升，但同時贓物走私也增加。不少在香港被盜的右軚車及投影機，都是透過內河船走私到大陸轉售。另外，對於監管極嚴之地，走私是高需求商品提供運輸途徑的一種方法。冰鮮肉類曾經是香港常見的走私貨品，通过俗称“大飞”的摩托艇走私冻肉的现象在珠三角一度多发。近年，中國人對水貨的需求制造了香港境內問題。2020年1月下旬起，受COVID-19疫情影響，香港實施出入境管制，加上中國大陸從香港第二波疫情起因應實施出入境管制及更嚴格的入境措施。多個往返香港和中國大陸 (深圳) 的出入境口岸關閉，導致水貨客無法在香港進行水貨活動。澳門從3月底起因本地爆發第二波疫情使廣東省政府宣佈於3月27日起宣佈入境廣東的人士需隔離醫學觀察14天。但隨著澳門本地疫情緩和，中國大陸官方於6月下旬有限度開放澳門居民入境珠海市後來更延伸到廣東省大灣區9市措施，更因為澳門無確診個案關係在2020年7月15日起解除從澳門入境廣東大灣區9市隔離14天醫學觀察措施，入境範圍及後延至廣東省全省並於9月下旬延伸至中國大陸全境 (中風險及高風險地區除外)。受香港出入境內地限制影響，有香港水貨商店看中廣東和澳門出入境限制措施放寬，並透過非法方法將香港的水貨物品運往澳門。從而有大批香港水貨商店或集團看中澳門出入境管制防寬措施的實行想於澳門水貨活動分一杯羹將香港境內水貨活動的核心從香港一帶轉移到澳門境內的關閘至北區一帶，從而引起澳門境內水貨客猖狂的問題。

#### 灰色地带
- 中国大陆改革开放初期，香港人可更方便进出内地，大部分香港人會携带一些日用品、小型电器等物品赠送給大陸亲友，由于当时大陸海关检查十分松懈，大多物件都可以顺利过境。
- 香港与大陸政府达成协议后，部分过关人士受聘从大陸带烟、酒到香港，由於當時未有相關的法例監管，使帶煙、酒過關的人從而逃稅圖利。同時也有水貨客將奶粉、數碼產品等從香港帶入大陸。

### 新加坡
由於不准公開發售煙草及口香糖，這些商品都要依靠走私。

### 澳洲
透過走私途徑入口的電子產品，使這種利潤微薄的產品免於因銷售稅而使訂價過高。

## 另見
1. 1 2  （二）香港成爲鴉片走私巢穴 （页面存档备份，存于） 中國文化研究院（简体中文）
2. ↑  專題特輯/鴉片戰爭 （页面存档备份，存于） 中國文化研究院（简体中文）
3. ↑  . 蓮花時報. 2020-09-10  [2020-12-05]. （原始内容存档于2021-04-17）.